# Thullio Milionário

Thullio Miliónario - Créditos: Davi Gravações

Thullio Gilcivan da Silva Araújo (Natal (RN), 23 de abril de 1990), mais conhecido pelo nome artístico Thullio Milionário,  se destacou no cenário nacional pelo hit viral “Casca de Bala”. O sucesso conquistou as mais variadas celebridades do país e até internacionais, como Neymar, Endrick, Virgínia Fonseca, Ana Maria Braga, Bruno Gagliasso, Ana Castela, Ivete Sangalo, entre muitas outras, e já ultrapassou 1.5 bilhão de views somados nas redes sociais. 

## Carreira
Nascido em Natal (RN), ainda criança despertou o interesse por instrumentos. Foi aos 14, quando seu pai, na época um militar, foi nomeado para ser presidente de um projeto musical da igreja católica, que surgiu seu primeiro contato com a música. O jovem, que até então passava o tempo jogando futebol com os amigos, agora tinha uma responsabilidade com aulas de saxofone. 
Após 3 anos da conclusão do projeto, o professor, que o incentivou desde o início, deixou seu cargo para ser regente da banda da polícia militar de Natal e dessa forma entregou a oportunidade para Thullio assumir seu posto na escola. O cantor começou a ministrar o curso de música e, consequentemente, a tocar em bandas de forró e axé da região. 
Nesse meio tempo, Thullio criou sua primeira banda de forró, batizada de “Forró Seguraê”. Após 2 anos de trabalho, os integrantes sentiram a necessidade de encontrar um nome que representasse ainda mais seu compromisso com o forró. Mesmo buscando uma nova identidade, o cantor teve dificuldades para encontrar o ideal, porém se lembrou que aos 15 anos tinha tocado saxofone em uma banda chamada de “Milionários do Forró”. Sabendo que o grupo já não se apresentava mais, o potiguar comprou os direitos para usar o nome, dando origem ao seu nome artístico: Thullio Milionário.
Depois dela, o artista teve outras três bandas que não deram certo. Foi um de seus amigos que, após visualizar um dos raros vídeos tocando sanfona no Instagram, se interessou pelo seu trabalho. Dono de um bar, o amigo o orientou a formar uma pequena banda, mas nesse caso, tendo o próprio Thullio como vocalista. 
Após 2 meses ensaiando, em sua noite de estreia Thullio lembra de ter chamado vários amigos e familiares para prestigiar o momento. Uma de suas amigas, inclusive, marcou ainda mais a noitada: “ela estava na plateia e me chamou pra dançar. Disse que como eu estava um pouco nervoso a dança podia ajudar. E assim foi, nós dançamos forró em cima do palco, o que chamou atenção de outras pessoas”. Uma semana depois, ao retornar para o mesmo local, algumas mulheres o chamaram pedindo para dançar também. 
A moda pegou! No final de 2016, Thullio era conhecido como o “cantor que dançava com as fãs”. Para aproveitar a onda, o artista teve a ideia de contratar videomakers em seus shows para gravar esses momentos e compartilhar por meio das redes sociais. Já no início de 2017, um novo registro de Thullio tocando sanfona viralizou entre os internautas, fazendo sua conta alcançar mais de 35 mil seguidores, um número considerável para a época. Com o estouro, a infraestrutura de suas apresentações aumentou, saindo de shows em bares para grandes performances por todo o estado. 
Em 2018, enquanto se apresentava em um cidade no interior do Rio Grande do Norte, uma mulher se aproximou e gritou: “Thullio eu não quero só dançar, eu quero beijar”. Mesmo tendo cumprido o desejo da fã, o cantor não publicou nenhum vídeo do momento com receio dos comentários negativos que a internet poderia gerar. Apesar de não investir na divulgação, a notícia se espalhou rapidamente entre as fãs e já no show seguinte, existia uma fila de mulheres que queriam subir no palco, dançar e receber um beijo do vaqueiro. 
Após um tempo, sua equipe decidiu subir um dos beijos filmados, só não esperavam a tamanha repercussão que teria. No dia 06 de janeiro de 2019 - uma data inesquecível para Thullio - suas redes sociais bombaram, alcançando milhares de seguidores e visualizações a cada hora. Sua agenda de shows ficou mega concorrida, sua música começou a tocar em quase todas as rádios do país e uma nova fase se iniciava. O ano também foi marcado pelo lançamento da música “Dançar Forró Beijando”, que já supera os 26.5 milhões de streams nas plataformas. A música se encaixou perfeitamente no momento que estava vivendo. 
Em 2020, com a pandemia, sua carreira deu uma parada e, assim como todos os outros artistas do mundo, enfrentou um grande desafio com a falta de eventos. Mas não foi motivo para largar tudo o que havia conquistado e nem de desistir de tudo que ainda queria alcançar! 
No final de 2022, retomou oficialmente para o mercado artístico com o lançamento de “Combustível de Vaqueiro”. A faixa tomou uma grande proporção, o resultado exato que o artista precisava naquele momento. Atualmente, o hit ultrapassa 30 milhões de plays somados. 

## Casca De Bala
2024 foi seu verdadeiro marco de carreira! Lançada em março nas plataformas de áudio e vídeo, a música “Casca de Bala”, foi considerada um dos maiores sucessos do ano. O hit global viralizou nas redes sociais, incluindo entre marcas e celebridades como Virgínia Fonseca, Ana Maria Braga, Zé Felipe, Mel Maia, Carlinhos Maia, Lucas Guimarães, Bruno Gagliasso, Ana Castela, Ivete Sangalo, Marina Ruy Barbosa, Pedro Sampaio, João Gomes, Menos é Mais, Fred, Tirullipa, L7nnon, Mirela Janis, Yugnir, Luciano Huck, Poliana Rocha, Otaviano Costa, Flávia Alessandra e a própria Netflix, que aderiu os direitos autorais para utilizar a canção em suas redes sociais e ações.
Até mesmo o mundo do esporte se envolveu, como foi o caso dos jogadores de futebol Neymar, Rodrygo Goes, atualmente do Real Madrid, Murilo Paim e Endrick, do Palmeiras, e da conta oficial do Corinthians, Flamengo e Real Madrid. 
Atualmente, são mais de 4 milhões de vídeos circulando pela web ao som de “eu e casca de bala”, 1.5 bilhão de views totais somente no TikTok e 215 milhões de streams somados nas plataformas de música.  Nos principais rankings o resultado não poderia ser outro: a canção alcançou a 8ª posição do TOP 50 Brasil do Spotify, 7ª posição no Daily Viral Songs Global, 3º no Daily Viral Songs Brasil, alcançou o 8º lugar no Hot 100 Billboard Brasil, chegou no 1º lugar das mais ouvidas do TikTok e entrou na 2º posição do Daily Viral Songs Portugal. 
Ultrapassando as fronteiras nacionais, os atores Ryan Reynolds e Hugh Jackman, protagonistas de “Deadpool e Wolverine”, aterrissaram no Brasil para promover a estreia do tão aguardado filme e não ficaram de fora da trend. Durante uma entrevista com a youtuber Foquinha, os atores também conheceram o termo viral: “Tem uma expressão em alta no Brasil que realmente representa uma amizade como a de vocês. Em inglês se diz “a candy wrapper” , ou seja “uma embalagem de bala”, mas aqui no Brasil nós dizemos: casca de bala. Vocês podem dizer ‘Ryan é minha casca de bala’ e ‘Hugh é minha casca de bala’”. Entre risadas e sorrisos, os atores se arriscaram no português e adotaram o termo um para o outro, que rapidamente viralizou na internet. 
E teve mais! AKON surpreendeu o público do Rock in Rio ao incluir o hit global de Thullio Milionário, em sua setlist no Palco Mundo. Durante sua performance na noite do último dia do festival, uma multidão cantou em coro o sucesso. A interação do artista com o público elevou a energia do show, destacando ainda mais o impacto crescente de "Casca de Bala" no cenário musical.

## 2024
Seguindo com os trabalhos, Thullio disponibilizou, em setembro, o EP “Forró Para Forrozeiro”. Com a proposta de renovar seu repertório sem deixar a essência do gênero de lado, o disco conta com quatro faixas inéditas: “Outro Eu”, escolhida para ser a faixa foco, “É Dia de Vaquejada”, “Te Superar” e “Não Quero Saber de Nada”. Composta por Guilherme Delgado, Esmeraldo Lopes, e Francisco Márcio, “Outro Eu” retrata a luta interna entre esquecer e continuar pensando em alguém, refletindo a confusão e a dualidade emocional. Recheada de batidas marcantes e um ritmo dançante, a canção tem tudo para conquistar milhares de fãs pelo país que, sem dúvidas, se identificarão com cada verso. 
No final de setembro, o artista teve outro grande marco em sua trajetória: o Jaguariúna Rodeo Festival foi encerrado com chave de ouro, quando Thullio Milionário e Dennis DJ se uniram de surpresa no palco para apresentar, pela primeira vez, o remix de "Casca de Bala". A colaboração entre os artistas trouxe uma energia especial, levando o público à loucura com uma nova interpretação do sucesso que já conquistou milhões de fãs pelo Brasil e mundo. Foi a primeira vez que o natalense subiu ao palco de um dos maiores eventos do país. 
Em outubro, Thullio Milionário recebeu sua primeira indicação e vitória no Prêmio MultiShow 2024, considerado o maior prêmio de música do país. Concorrendo com grandes nomes do meio como João Gomes, Nattan, Zé Vaqueiro, Mari Fernandez e Seu Desejo, o cantor VENCEU na categoria “Forró/Piseiro do Ano” com “Casca de Bala”. A 31º edição ocorreu no dia 3 de dezembro de 2024 e segue sendo uma das mais relevantes celebrações da música brasileira, reconhecendo e homenageando os artistas que se destacaram ao longo do ano. 
E não parou por aí! Ainda em 2024, “Casca de Bala” foi a música mais popular no TikTok Brasil, a 9º mais escutada no YouTube e a 4ª mais usada nos Shorts do YouTube.
Já em novembro, o cantor foi um dos grandes destaques da noite no "Platino En Vivo", promovido pela Amazon Music em Miami, nos Estados Unidos. O evento celebra a música latina e, pela primeira vez, estreou a premiação “Alexa Latin Music Awards by Amazon Music”. Com quatro categorias musicais que reconhecem os artistas latinos de maior destaque solicitados à Alexa — assistente virtual da empresa — no ano, Thullio levou o prêmio de "Artista Brasileiro Com a Música Mais Ouvida na Alexa em 2024" com “Casca de Bala”.  
Encerrando 2024 em grande estilo, Thullio lançou o EP “Forró do Vaqueiro 2.0”. A coletânea chegou nas plataformas de áudio no final de dezembro com cinco faixas: “Cria da Roça”, “Manda Boi Curral”, “Trevo da Sorte”, “Confundi”, e o grande destaque do projeto “Vaqueirinha 10 de 10”. Composto por Rafael Palhares e Rodolfo Palhares, o single é dançante e divertido, e retrata a jornada de um vaqueiro em busca do amor, passando por diversos relacionamentos até encontrar sua "vaqueirinha" nota 10, a mulher perfeita para ele, que se destaca entre todas as outras.

## 2025
Já em 2025, o potiguar iniciou o ano com uma gravação mega especial! João Câmara, no Rio Grande do Norte, foi palco de um evento inesquecível no dia 15 de fevereiro, quando o Parque de Vaquejada Asa Branca recebeu o projeto “No Caminhão do Vaqueiro”, idealizado por Thullio Milionário, durante a etapa do Campeonato Brasileiro Portal de Vaquejada. O evento trouxe uma experiência inédita para o público, com quatro shows no palco principal: Thullio Milionário, Arnaldinho Netto, Buscapé Arreio de Ouro e Junior Vianna, além do esperado after com o cantor de “Casca de Bala”.
Após sua apresentação, Thullio desceu para o Caminhão do Vaqueiro, que estava posicionado dentro do evento, e cantou grandes sucessos enquanto interagia de perto com os fãs. A performance foi registrada para um audiovisual exclusivo, proporcionando a oportunidade de conhecerem os novos hits do artista em um show recheado de emoção e diversão.
Recentemente, o artista lançou “Paredão do Gago” nas plataformas de áudio e YouTube. Seguindo o sucesso de "Casca de Bala", o novo hit, com uma batida envolvente e letra contagiante, já foi testado e aprovado nos palcos e promete se tornar um sucesso viral em todo o país. A música, que conta a história de um grupo de amigos e o "Gago", é autoria do próprio Thullio em parceria com Arnaldinho Netto, MM Compositor, Foguinho Hit, Israel Muniz e DJ Nonony

Vale ressaltar que o  potiguar também é dono dos sucessos “Joga Pro Vaqueiro”, “Ai Galega”, “Cachaça na Bota”, “Vaqueira e Mulher”, “Parede De Vidro” e “Amor Transparente”, que juntos superam 60 milhões de plays somados. Diariamente, aproximadamente 3 milhões de seguidores, 1 milhão de ouvintes mensais e 840 mil inscritos acompanham os próximos passos da grande estrela do forró.  